# Tabernacle de Feucherolles
Le tabernacle de l'église Sainte-Geneviève à Feucherolles, une commune du département des Yvelines dans la région Île-de-France en France, est créé au 4e quart du 16e siècle. Le tabernacle en bois est classé monument historique au titre d'objet le 31 juillet 1970.
Le Christ ressuscité est sculpté en haut relief sur la porte du tabernacle, Jean Baptiste et Marie Madeleine figurant chacun sur un côté. Le meuble est couvert de décors en « sgraffitto ». Cette technique consiste à appliquer des couleurs sur la dorure, puis à les gratter suivant les motifs désirés jusqu'à retrouver la feuille d'or sous-jacente. 
L'intérieur du tabernacle est orné d'arabesques et de grotesques.